# Мятежная баррикада
«Мятежная баррикада» — советский цветной историко-революционный художественный фильм режиссёра Юрия Швырёва, снятый на киностудии имени М. Горького в 1978 году.
Премьера фильма состоялась 30 апреля 1979 года.

## Сюжет
Фильм рассказывает об одном из эпизодов жизни российского революционера Фёдора Андреевича Сергеева (Артема) (выведен под именем Василий Степанов)после революции 1905 года, которого царские власти схватили и вели судебный процесс над руководителем восстания в Южгороде (Харьков). Соратникам и друзьям революционера удается спасти Артёма и сохранить ему жизнь.

## В ролях
- Николай Ерёменко (младший) — Василий Степанов
- Евгений Герасимов — Клюев
- Николай Гриценко — прокурор
- Ирина Малышева — Зоя
- Леонид Неведомский — адвокат
- Александр Потапов
- Светлана Харитонова
- Тимофей Спивак
- Сергей Плотников — Андрей Степанов
- Борис Рыжухин — председатель суда
- Валентина Телегина
- Наталья Мартинсон
- Галина Кравченко — дама в трауре
- Наталия Дмитриева — Багрова, революционерка
- Владимир Мащенко
- Михаил Бочаров
- Вадим Вильский
- Юрий Потёмкин
- Ааро Пярн
- М. Минаев
- Рустик Мусатов
- Виктор Мурганов
- Георгий Всеволодов — генерал-губернатор
- Виктор Лазарев — эпизод (нет в титрах)

## Съёмочная группа
- Автор сценария: Соломон Розен
- Режиссёр-постановщик: Юрий Швырёв
- Оператор-постановщик: Олег Кобзев
- Художник-постановщик: Альфред Таланцев
- Композитор: Богдан Троцюк
- Звукорежиссёр: Александр Голыженков
- Монтаж: Галина Угольникова.